# Guido Messina
Guido Messina (Monreale, 4 de enero de 1931-Turín, 10 de enero de 2020) fue un deportista italiano que compitió en ciclismo en las modalidades de pista, especialista en las pruebas de persecución, y ruta.
Participó en los Juegos Olímpicos de Helsinki 1952, obteniendo una medalla de oro en la prueba de persecución por equipos (junto con Loris Campana, Marino Morettini y Mino De Rossi). Ganó ocho medallas en el Campeonato Mundial de Ciclismo en Pista entre los años 1948 y 1957.
En carretera su mayor éxito fue una victoria de etapa en el Giro de Italia de 1955.

## Medallero internacional
| Juegos Olímpicos   | Juegos Olímpicos         | Juegos Olímpicos  | Juegos Olímpicos           |
| Año                | Lugar                    | Medalla           | Competición                |
| ------------------ | ------------------------ | ----------------- | -------------------------- |
| 1952               | Helsinki (Finlandia)     | Medalla de oro    | Persecución por equipos    |
| Campeonato Mundial |                          |                   |                            |
| Año                | Lugar                    | Medalla           | Competición                |
| 1948               | Ámsterdam (Países Bajos) | Medalla de oro    | Persecución individual (A) |
| 1950               | Rocourt (Bélgica)        | Medalla de bronce | Persecución individual (A) |
| 1951               | Milán (Italia)           | Medalla de bronce | Persecución individual (A) |
| 1953               | Zúrich (Suiza)           | Medalla de oro    | Persecución individual (A) |
| 1954               | Colonia (RFA)            | Medalla de oro    | Persecución individual (P) |
| 1955               | Milán (Italia)           | Medalla de oro    | Persecución individual (P) |
| 1956               | Copenhague (Dinamarca)   | Medalla de oro    | Persecución individual (P) |
| 1957               | Rocourt (Bélgica)        | Medalla de bronce | Persecución individual (P) |

## Palmarés
- 1948
  - Campeón del mundo de persecución amateur
- 1952
  - Medalla de oro a los Juegos Olímpicos de Helsinki en persecución por equipos
- 1953
  - Campeón del mundo de persecución amateur
- 1954
  - Campeón del mundo de persecución 
  - Campeón de Italia de persecución
- 1955
  - Campeón del mundo de persecución 
  - Campeón de Italia de persecución 
  - 1.º en el km del Corso Mestre
  - 1.º en Nuoro
  - Vencedor de una etapa al Giro de Italia
- 1956
  - Campeón del mundo de persecución
  - Campeón de Italia de persecución
  - Campeón de Italia de omnium
  - Vencedor de una etapa de la Roma-Nápoles-Roma
- 1960
  - Vencedor de una etapa de la Roma-Nápoles-Roma

### Resultados en el Giro de Italia
- 1955. 47.º de la clasificación general. Vencedor de una etapa. Lleva la maglia rosa durante una etapa